# バドリ第313大隊
バドリ第313大隊(パシュトー語: د بدري ۳۱۳ ځانګړي کمونډو واحد) はターリバーンの軍事組織である。ハッカーニ・ネットワークと直接関係があり、戦闘員らは同ネットワークにより養成された。
現在はアフガニスタン・イスラム首長国軍のエリート部隊であり、M4カービンやFASTヘルメットなど諸外国の特殊部隊に準じた装備を保有する。

## 名称
624年3月13日に行われたクライシュ族に対する初期のイスラム教徒の軍事的勝利であるバドルの戦いにおける313人の預言者ムハンマドの軍隊にちなんで付けられた。

## 歴史
ハッカーニ・ネットワークはターリバーンの軍部および最高司令部の中で重要な地位を占めており、ハッカーニは伝統的に自分たちの精鋭部隊を「バドリ軍」と呼び、これらの部隊が思想的にアルカイダと密接に連携していることを強調していた。「バドリ軍」と呼ばれる部隊は、2011年に初めてアフガニスタンとその同盟国に関連する拠点への自爆攻撃と襲撃を行った。
2018年11月、バドリ第313大隊はイギリスの警備会社G4Sに対する攻撃に参加した。 2021年の首都カーブル陥落後、バドリ第313大隊はアルグ（アフガン大統領府）や市内の他の重要拠点を確保し、またカブール空港においても「警備」を行うようになった。
バドリ第313大隊はアフガニスタンでタリバンが勝利した後、硫黄島の旗揚げを真似て米軍を嘲笑し、世界の注目を集めた。